# Fiorinia cunninghamiana
Fiorinia cunninghamiana är en insektsart som beskrevs av Young 1987. Fiorinia cunninghamiana ingår i släktet Fiorinia och familjen pansarsköldlöss. Inga underarter finns listade i Catalogue of Life.